# Dida (popolo)
I Dida sono una popolazione dell'Africa occidentale che vive nella parte centro-meridionale della Costa d'Avorio. Sono autoctoni nelle località di Divo, Lakota, Hiré, Guitry, Sassandra, Zikisso, Yocoboué, Fresco e Grand-Lahou. Fanno parte del più ampio raggruppamento dei popoli Kru, e parlano la lingua dida, appartenente alla famiglia delle lingue kru orientali.
I Dida resistettero ferocemente alla penetrazione coloniale francese fino al 1918. Parteciparono all’economia di mercato solo dopo la seconda guerra mondiale, quando l’agricoltura da reddito sostituì gradualmente quella di sussistenza.

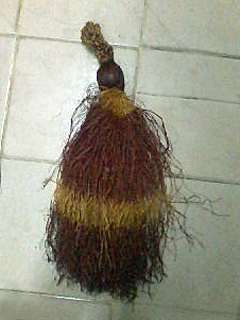
Scacciamosche tradizionale in rafia

I Dida sono abili tessitori di rafia, con cui confezionano il loro abito tradizionale, chiamato gnigbéli-lokui, e altri oggetti cerimoniali. Un altro abito tradizionale è il kôdê, realizzato con corteccia d'albero pressata ed essiccata, molto efficace nella protezione dalle spine e dal freddo della foresta tropicale umida che abitano.